# Obere Mühle (Markgröningen)

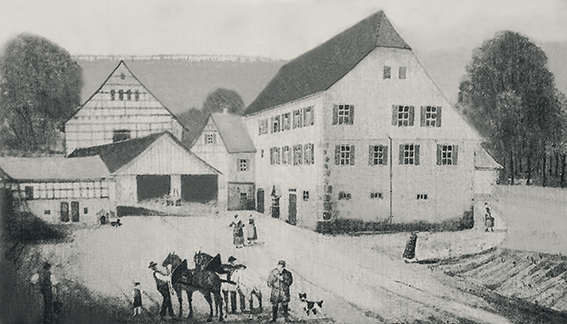
Obere Mühle im 19. Jahrhundert

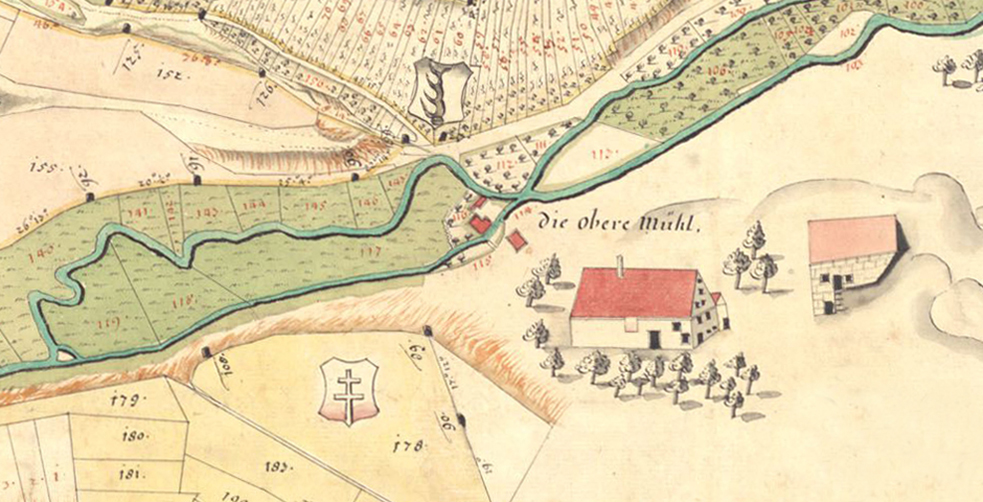
Lage der Mühle auf der Aussfeldkarte von 1752

Die Obere Mühle im Glemstal bei Markgröningen, auch Mühle zu Konstatt, Konstenzer Mühle oder Renhart-Mühle genannt,  wurde 1424 erstmals im Grüninger Lagerbuch erwähnt und soll Heimat Hans Grüningers alias Renhart gewesen sein. 1963 wurde der Mahlbetrieb eingestellt, 1993 die Mühle abgerissen.

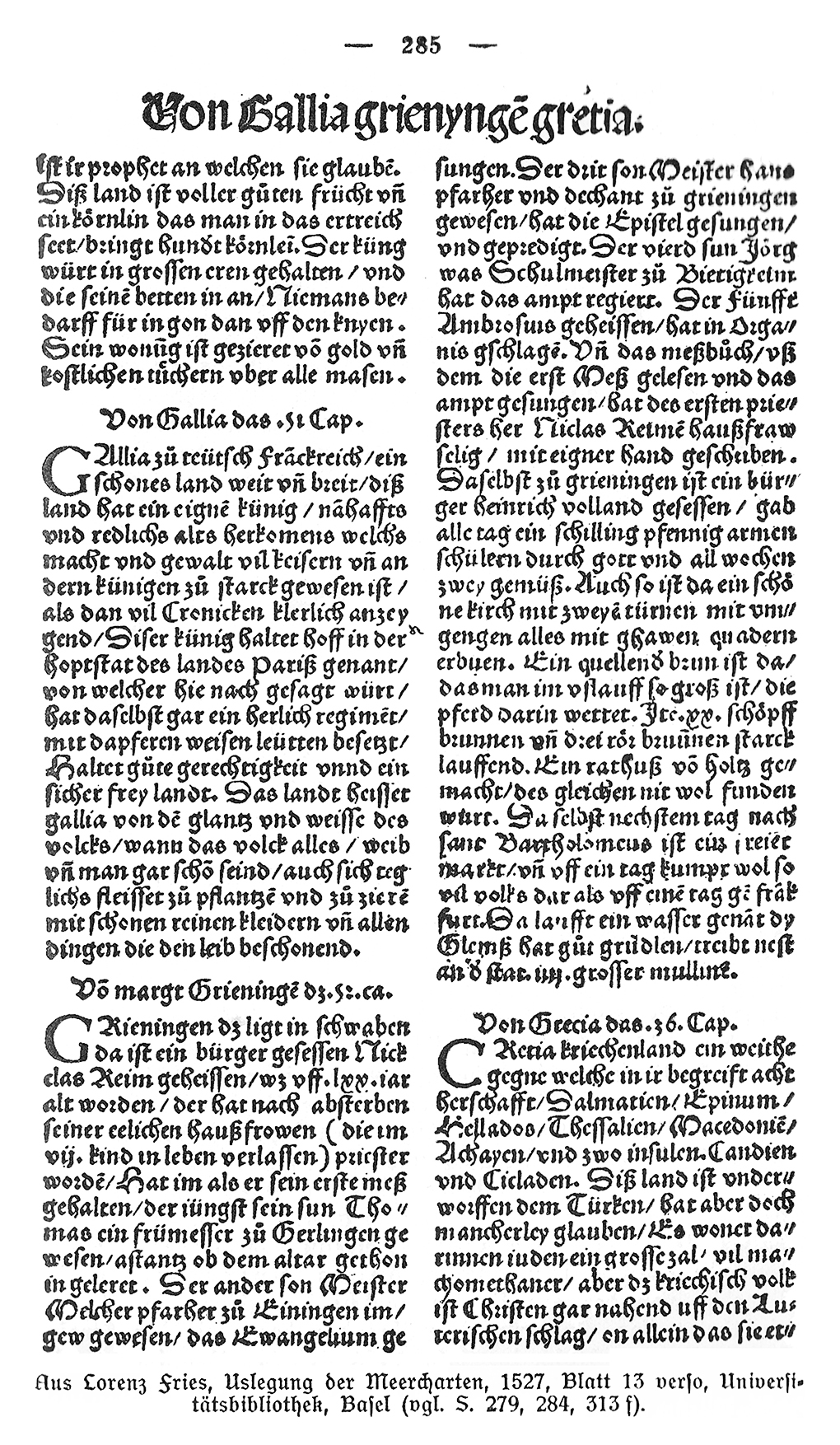
Einschub Grüningers bei Lorenz Fries über seine Heimatstadt Margt Grieningen

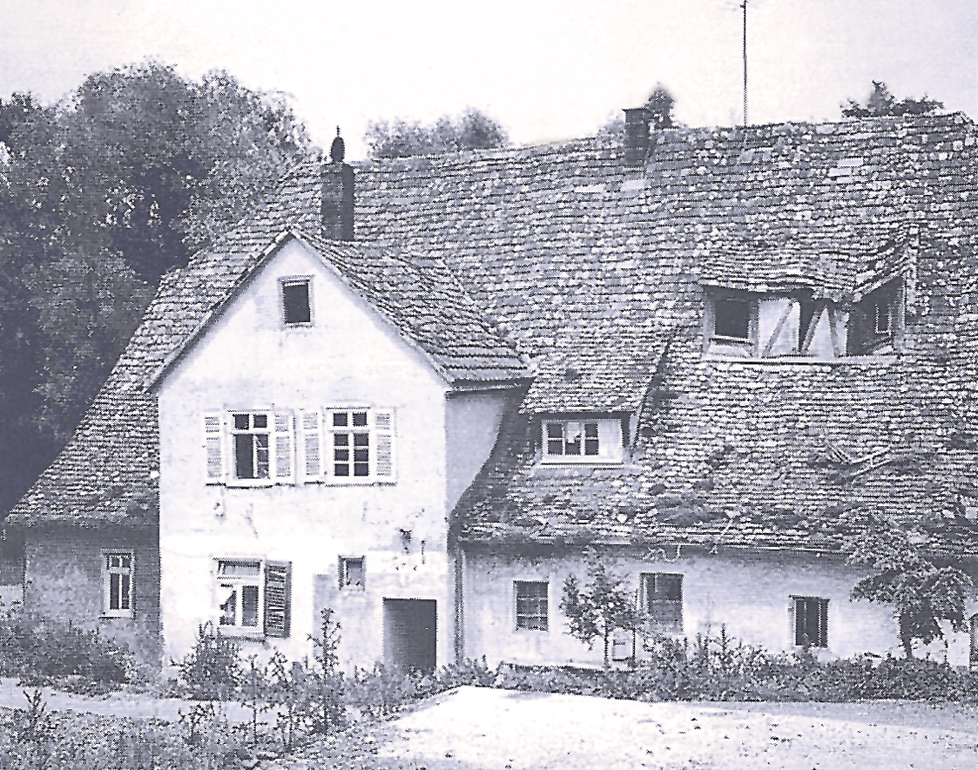
Rückseite des Hauptgebäudes vor dem Abbruch (1993)

## Geschichte

### Erste Nennung und prominente Besitzer
Den anfangs gebräuchlichen Bezeichnungen „Mühle zu Kanstatt“ oder „Konstenzer Mühle“ hatte die rechts der Glems gelegene Obere Mühle von einer wüst gefallenen Siedlung gleichen Namens, die vermutlich bis zur Pestwelle um 1350 auf dem gegenüber liegenden Gleithang bestanden haben soll. Zum Zeitpunkt der Ersterwähnung der Mühle im ältesten Lagerbuch von 1424 war der Ort definitiv nicht mehr vorhanden. Der erste namentlich bekannte Müller war der „Renhart Myller“, der in der Steuerliste von 1471 aufgeführt ist und laut Römer der Vater des berühmten Buchdruckers und Verlegers Hans Grüninger alias Johannes Renhart war, von dem die erste gedruckte Beschreibung Grüningens stammt. Noch um 1545 wurde die Mühle nach dieser Familie „Rienharts-Muln“ genannt. Später setzte sich die Bezeichnung Obere Mühle durch. Flussabwärts folgten in kurzem Abstand die Bruckmühle, die Spitalmühle und die Untere Mühle, die ebenfalls Getreide mahlten, und anschließend noch mehrere Spezialmühlen, die der Verarbeitung von Holz, Ölsaat, Hanf oder Gerbstoffen und zeitweise der Herstellung von Pulver und Papier dienten.
Eine Mühle bei Grüningen zu pachten, war wegen der hohen Abgaben und der großen Konkurrenz wirtschaftlich riskant. Da etliche Müller bankrottgingen, verzeichnete auch die Obere Mühle zahlreiche Besitzerwechsel. Zu den wenigen Ausnahmen mit langjähriger Kontinuität und gleichzeitig zu den bekannteren zählen die Familien Renhart (15.–16. Jh.) und Weizsäcker (18. Jh.).
Um 1840, zur Zeit Christian Rüths, sollten die fälligen Naturalabgaben in einen Pachtzins umgewandelt werden. Obermüller, Bruckmüller und Untermüller wollten dem nur zustimmen, wenn ihnen Entschädigung gewährt werde, weil der zur Stuttgarter Trinkwasserversorgung erfolgte Ausbau der Parkseen am Oberlauf der Glems deren Wassermenge allzu sehr reduzierte und die Wirtschaftlichkeit der Mühlen beeinträchtigte.

### Renovierung
1887 hatte der „Obermüller“ Ernst Wilhelm Schnell den Mühlkanal und das Wasserwerk erneuert, zwei eiserne anstelle der drei hölzernen Wasserräder eingesetzt und das Mühlengebäude renoviert. Die Mühle verfügte nun über drei Mahlgänge und einen Gerbgang. Die oberschlächtigen Wasserräder hatten einen Durchmesser von 2,86 und eine Breite von 1,5 Metern.

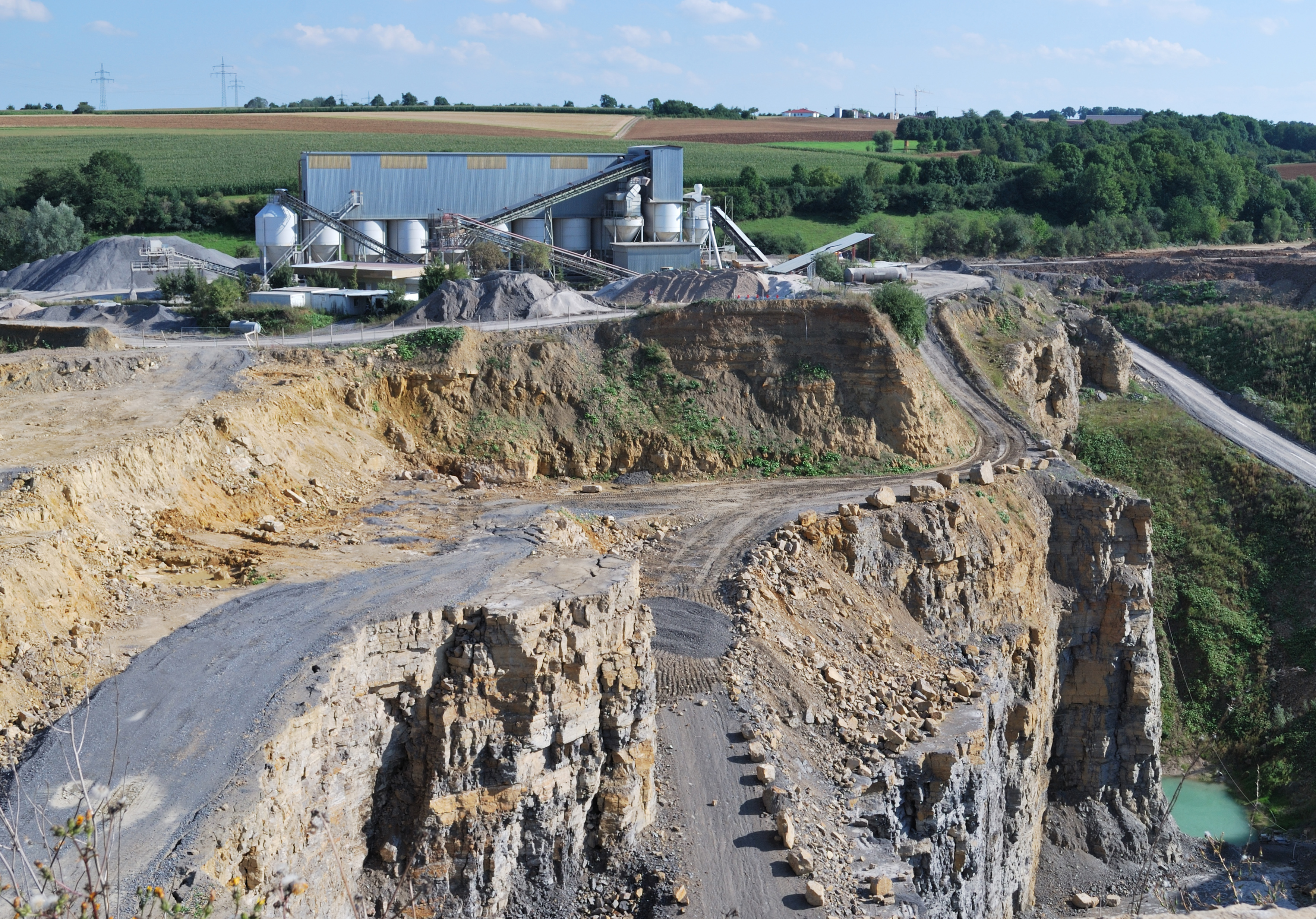
Steinbruch über der Mühle

### Abgang
1956 pachtete die Familie Gronwald aus Hessen die Obere Mühle und sieben Hektar Land für zehn Jahre. 1963 wurde der Mahlbetrieb jedoch bereits eingestellt, und der Müller wurde Sprengmeister im expandierenden Steinbruch, der bis an die Mühle heranrückte. Die Familie zog nach Markgröningen, das Gebäude wurde sich selbst überlassen. So blieb die technische Ausstattung der Mühle bis zu ihrem Abbruch 1993 erhalten. Appelle des Markgröninger Arbeitskreises für Geschichtsforschung, Heimat- und Denkmalpflege, dieses historische Kleinod zu erhalten, hatten Steinbruchbetreiber und Stadtverwaltung nicht umstimmen können.